# Prosopocoilus dorsalis
Prosopocoilus dorsalis es una especie de coleóptero de la familia Lucanidae.

## Distribución geográfica
Habita en Negros, Camiguin y Luzon (Filipinas).